# Алайес, Агустин
Агустин Алайес (исп. Agustín Alayes; родился 22 июля 1978 года в Ла-Плате) — аргентинский футболист, выступавший значительную часть карьеры за «Эстудиантес» на позиции центрального защитника.

## Биография
Алайес начал карьеру в команде родного города — «Эстудиантес». В 2000—2005 годах он выступал за «Кильмес» из одноимённого пригорода Буэнос-Айреса. В 2005 году он вернулся в родную команду и выступал в ней до начала 2010 года.
В «Золотом матче» за чемпионский титул в Апертуре 2006 года Алайес сыграл очень важную роль в противоборстве с нападающими «Боки Хуниорс». Матч 13 декабря 2006 года завершился победой «Эстудиантеса» и клуб впервые за 23 года стал чемпионом Аргентины.
Алайес знаменит тем, что забивает очень важные с турнирной точки зрения голы. Авторитетное издание Olé сравнивает его игру с легендой аргентинского футбола и «Эстудиантеса» прошлых лет Хосе Луисом Брауном.
В ходе розыгрыша Кубка Либертадорес 2009 Алайес получил серьёзную травму, не позволившую ему участвовать в решающих матчах. Однако он внёс большой вклад в успех команды на более ранних стадиях и в итоге стал победителем этого турнира, который клуб из Ла-Платы выиграл в 4-й раз в своей истории и впервые за последние 39 лет.
В начале 2010 года перешёл в «Ньюэллс Олд Бойз», после чего. сменив ряд клубов, включая «Ривер Плейт» в пору его выступлений во 2 дивизионе, вернулся в 2012 году в Эстудиантес, где и завершил карьеру футболиста.
В настоящий момент работает в системе клуба «Эстудиантес».

## Титулы
- Чемпион Аргентины (1): 2006 (Апертура)
- Кубок Либертадорес (1): 2009
- Финалист Южноамериканского кубка (1): 2008